# Voor ik doodga
Voor ik doodga is een roman van Jenny Downham, met als oorspronkelijke titel Before I Die. Het boek werd uitgebracht in 35 talen. Het boek werd origineel uitgegeven door David Fickling Books in 2007. Het boek is ook verfilmd.

## Verhaal
Het boek handelt over de zestienjarige Tessa die leukemie heeft en nog maar een paar maanden te leven. De dokter raadt haar aan om alle dingen die ze in haar leven nog wil doen nu moet gaan doen. Tessa maakt daarom een lijst met tien dingen die ze wil doen voor ze doodgaat, waaronder seks hebben en autorijden. Ondertussen verergert haar ziekte echter en wordt ze verliefd op Adam, die haar probeert te helpen haar lijst af te werken. Maar als Tessa en Adam samen zijn voelt ze zich minder slecht dan normaal.

## Prijzen
Het boek won diverse nationale en internationale prijzen, waaronder de Branford Boase Award 2008, en werd genomineerd voor onder andere de Guardian Children’s Fiction Prize, de Lancashire Children's Book of the Year, de Carnegie Medal en de Booktrust Teenage Prize.